# Nina Willburger

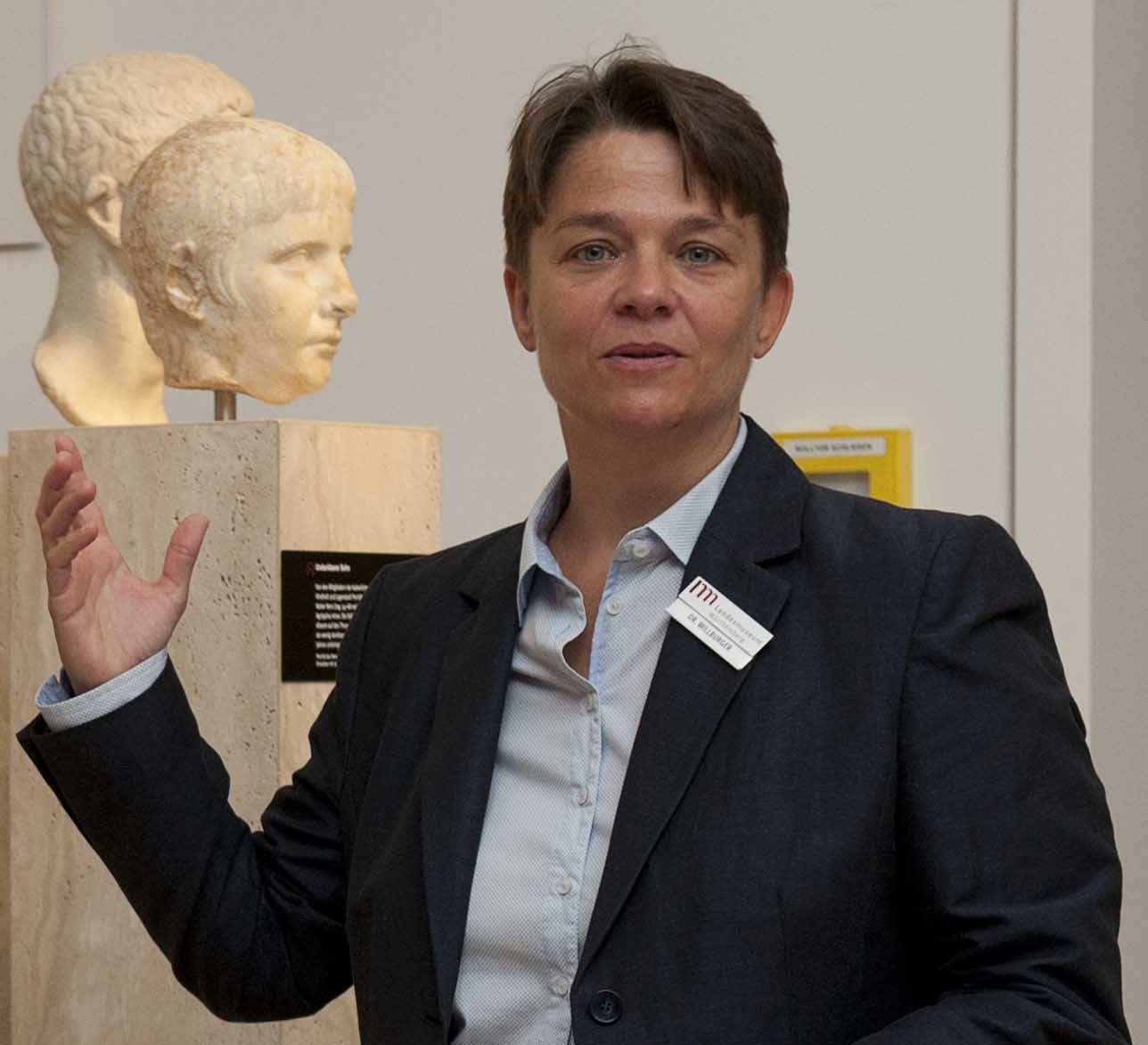
Nina Willburger bei einer Führung in der Antikensammlung des Landesmuseums Württemberg (2016)

Nina Willburger (* 1973) ist eine deutsche Provinzialrömische und Klassische Archäologin.

## Leben
Nina Willburger studierte Klassische und Provinzialrömische Archäologie und Alte Geschichte an der Universität München und wurde 2002 mit der Arbeit Die römische Wandmalerei in Augsburg an der Universität Jena promoviert. Nach dem Volontariat wurde sie 2003 in Nachfolge von Margret Honroth Referatsleiterin für Klassische und Provinzialrömische Archäologie am Landesmuseum Württemberg in Stuttgart. Hier war sie für die Antikensammlung, die Sammlung zu den Römern in Württemberg und für das Römische Lapidarium verantwortlich. Seit 2016 war sie in Nachfolge von Erwin Keefer zudem Leiterin der Fachabteilung Archäologie. Sie betreute verschiedene Sonderausstellungen, etwa Ein Traum von Rom im Jahr 2014 oder Faszination Schwert im Jahr 2018. Willburger ist seit 2003 Mitglied des Beirates der Gesellschaft für Archäologie in Baden-Württemberg sowie des Beirates des LIMESEUM Ruffenhofen. Sie ist seit 2005 als externe Lehrbeauftragte an der Akademie der Bildenden Künste Stuttgart sowie seit 2014 an der Universität Stuttgart tätig. 
Zum 15. Januar 2023 übernahm sie in der Nachfolge von Barbara Theune-Großkopf die ständige Vertretung der wissenschaftlichen Direktion des Archäologischen Landesmuseums Baden-Württemberg und die Leitung des Hauses in Konstanz. Nachfolgerin in Stuttgart wurde Astrid Fendt.

## Schriften (Auswahl)
- mit Martin Kemkes und Jörg Scheuerbrandt: Am Rande des Imperiums. Der Limes – Grenze Roms zu den Barbaren. (= Württembergisches Landesmuseum (Stuttgart). Archäologische Sammlungen: Führer und Bestandskataloge. Band 7). Württembergische Landesmuseum, Stuttgart 2002, ISBN 3-929055-57-0.
- Die römische Wandmalerei in Augsburg. (=  Augsburger Beiträge zur Archäologie. Band 4). Wißner, Augsburg 2004, ISBN 3-89639-441-X (= Dissertation).
- mit Martin Kemkes: Der Soldat und die Götter. Römische Religion am Limes. (= Schriften des Limesmuseums Aalen. Nummer 56). Theiss, Stuttgart 2004, ISBN 3-8062-1824-2.
- Wahre Schätze – Antike. (= Wahre Schätze. Band 1). Jan Thorbecke Verlag, Ostfildern 2016, ISBN 978-3-7995-1140-7.
- mit Christiane Herb: Glas. Von den Anfängen bis ins frühe Mittelalter. Theiss, Darmstadt 2016, ISBN 978-3-8062-2858-8.
- mit Matthias Ohm: Der römische Münzfund von Köngen. Zeugnis einer unruhigen Zeit. Likias, Friedberg 2017, ISBN 978-3981700671